# Santa Eulalia (Luis Salvador Carmona)
Santa Eulalia es una obra realizada por Luis Salvador Carmona hacia 1760. Está ubicada en el Museo Nacional de Escultura, en Valladolid (Castilla y León, España).

## Identificación
Pese a ser conocida como Santa Eulalia, inicialmente recibía el título de Santa Librada; tras ser la obra exhibida en la exposición Tesoros del Museo Nacional de Escultura, celebrada en La Lonja de Zaragoza entre los meses de septiembre y octubre de 2005, la escultura pasó a ser denominada Santa Eulalia con motivo de una limpieza y una ligera intervención (el entonces director del museo, Jesús Urrea, fue quien procedió a cambiar el título de la pieza, el cual se ha mantenido en la cartela explicativa que acompaña a la obra desde la reapertura del museo en 2009 tras una remodelación).: 46  El cambio de nombre pudo suscitarse por el origen de la imagen, procedente del ya desaparecido Convento de Nuestra Señora de la Merced de Valladolid; en dicho convento había una capilla (la más importante de todas) bajo la advocación de la Virgen de las Mercedes la cual, finalizada en 1749, albergó en su momento dos retablos emplazados en los laterales, presidido el del lado de la epístola por una imagen de Santa Eulalia de Barcelona y el del lado del evangelio por una escultura de San Dimas, esta última talla de muy inferior calidad: 67  (ambas abandonaron el convento tras la desamortización, conservándose la imagen de San Dimas en el Museo Nacional de Escultura al igual que la talla de Santa Eulalia).: 46 
No obstante, existe a su vez conflicto sobre de qué Santa Eulalia se trata, pues se la puede identificar como Santa Eulalia de Barcelona o Santa Eulalia de Mérida. Desde antiguo existe un fuerte vínculo entre Santa Eulalia de Barcelona y la Orden de la Merced: San Pedro Nolasco, quien fundó la orden, empezó a llevar a cabo obras de caridad en el Hospital de Santa Eulalia de Barcelona, donde además vivía, para después emprender la redención de los cautivos. Gracias a Berenguer de Palou, obispo de la diócesis, y a Jaime I de Aragón se produjo la creación de una orden dedicada a esta labor frente al sepulcro de la santa en la Catedral de la Santa Cruz y Santa Eulalia de Barcelona el 10 de agosto de 1218. Sumado a esto, el monarca donó a la orden parte de su palacio así como un escudo (otorgando así la protección real), mientras que el obispo hizo entrega del hospital y sus rentas, lo que explica la devoción compartida en el convento de Valladolid entre Santa Eulalia de Barcelona y Nuestra Señora de la Merced.: 46 

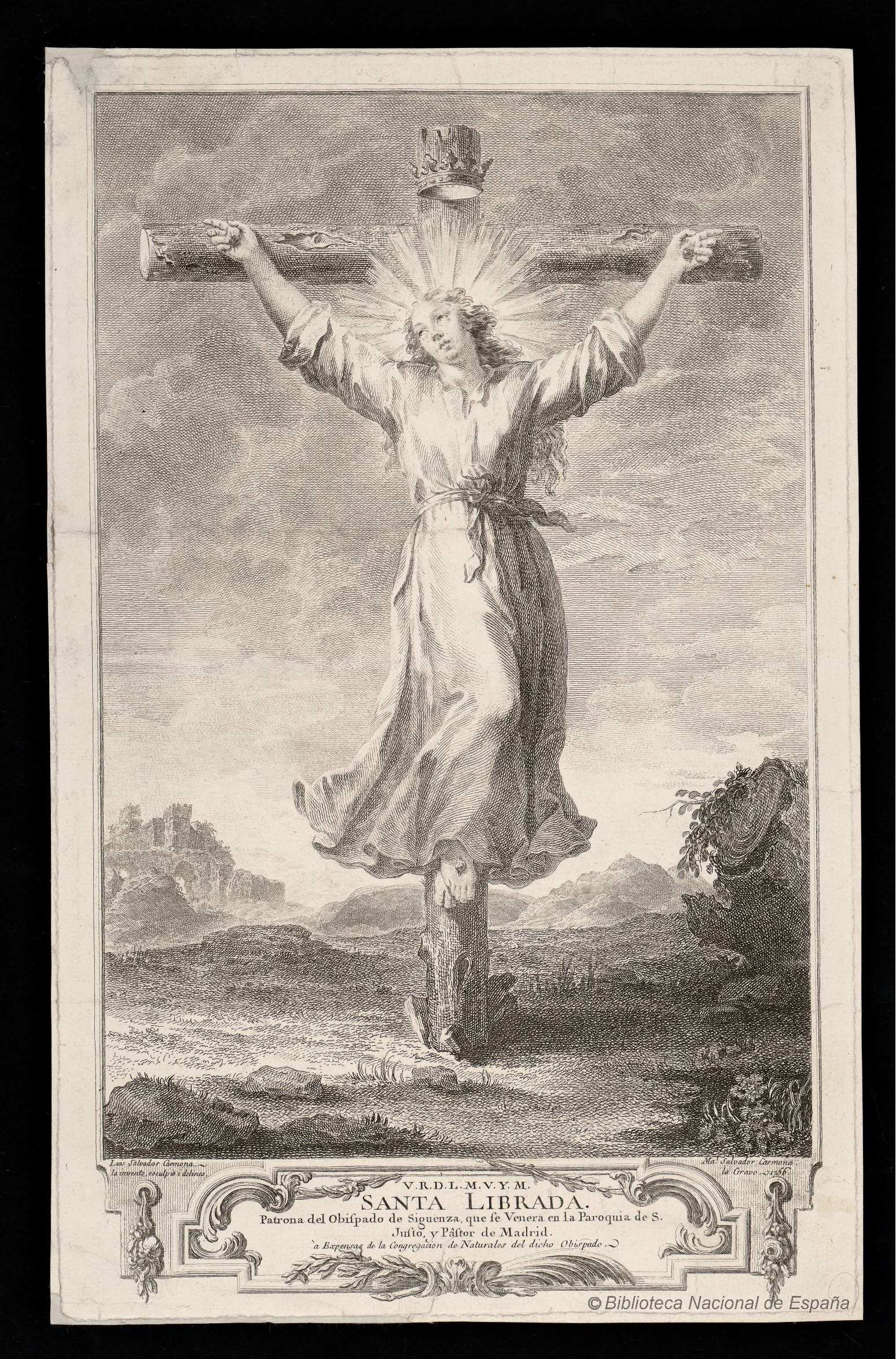
Santa Librada (1756), por Manuel Salvador Carmona. Este grabado muestra la talla de Santa Librada venerada en la Basílica pontificia de San Miguel de Madrid.

Aunque se desconoce si los mercedarios comisionaron específicamente una imagen representativa de Santa Eulalia o si adquirieron a Carmona una talla ya finalizada a la que decidieron venerar bajo esta advocación, sí resulta posible que los religiosos hubiesen cometido un error de interpretación a la hora de identificar a la santa representada debido a las similitudes entre Santa Eulalia y Santa Librada. Unido a esto resulta de especial relevancia un suceso ocurrido en el Convento de San Quirce y Santa Julita de Valladolid, donde durante años las monjas veneraron una imagen cristífera bajo la errónea creencia de que la talla mostraba a San Dimas; la obra, fechada entre 1604 y 1606, fue elaborada por Francisco del Rincón y destinada al paso de la La Elevación de la Cruz, perteneciente a la Cofradía Penitencial de la Sagrada Pasión de Cristo. La confusión salió a la luz en 1993 gracias al conservador Luis Luna Moreno, quien descubrió que la talla, desmontada del paso, era venerada durante todo el año bajo el título de Santo Cristo de la Elevación en un altar emplazado en el lado del evangelio del ábside de la Iglesia de la Pasión. Tras el cierre del templo en 1926 a causa de su deplorable estado de conservación, la talla fue conducida junto con otras obras de la cofradía al Convento de San Quirce y Santa Julita, habiendo sido trasladado el resto del paso (los dos ladrones y cinco sayones) al Museo Nacional de Escultura en 1842.: 46–47 
Existen no obstante indicios que apuntan a que la imagen de Santa Eulalia podría representar a Santa Librada debido a la existencia de una escultura de la mártir citada por Juan Agustín Ceán Bermúdez, obra también de Carmona, de muy similares características. Realizada en 1755, fue destinada junto con otras dos tallas a la Basílica pontificia de San Miguel de Madrid (antigua Iglesia de San Justo y Pastor) y de la misma se conserva un grabado calcográfico de 1756 obra de Manuel Salvador Carmona, sobrino del imaginero, en el cual se identifica a la mártir representada como Santa Librada: «Santa Librada. Patrona del Obispado de Sigüenza, que se venera en la Parroquia de S. Justo y Pastor de Madrid».: 125  Sumado a esto, en Cataluña ha sido tradicional representar desde la Edad Media a Santa Eulalia con la cruz aspada en vez de con la cruz latina, destacando como ejemplo las obras pictóricas de Bernardo Martorell y los relieves de 1519 de Bartolomé Ordóñez  ubicados en el trascoro de la Catedral de Barcelona. A mayores, otras santas del catolicismo comparten la crucifixión como elemento iconográfico: Santa Febronia de Nisibis, Santa Fermina de Amelia, Santa Julia de Cartago, Santa Blandina y Santa Tarbula.: 47–48  Pese a que a nivel oficial la imagen está reconocida como representativa de Santa Eulalia, algunas fuentes siguen identificándola como Santa Librada.

## Descripción
La talla muestra a Santa Eulalia padeciendo el martirio de la crucifixión. De compleja iconografía, la mártir está sujeta a un madero con forma de tronco (en este caso una cruz de tau) por cuatro clavos como los crucificados románicos, aunque a diferencia de estos los pies no están apoyados en un suppedaneum (el detalle de los cuatro clavos la diferencia de la escultura de Santa Librada, la cual luce tres). De hermosas proporciones, la imagen de la santa, carente de patetismo (rasgo distintivo de la última etapa de Carmona),: 50  está idealizada y muestra a una mujer joven, casi niña, con el rostro alzado y la mirada dirigida al cielo en actitud de súplica, acentuado todo por una boca profundamente abierta y un marcado hoyuelo en el mentón. La cabeza, girada a la derecha, está enmarcada por una larga cabellera con raya al medio caracterizada por notables ondulaciones y con caída libre por la parte posterior. La expresión del rostro se aparta de la típica representación de los mártires sumidos en el dolor del suplicio para reflejar una mayor espiritualidad y, en términos generales, resignación ante el tormento, mientras que la postura del cuerpo muestra a su vez ausencia de dolor al no estar contorsionado, simulando incluso la ascensión de la mártir a los cielos gracias a su ingravidez.: 49 
Viste túnica marfileña de cuello amplio y manga larga con ribete dorado y estampado floral a punta de pincel (acorde a los cánones de mediados del siglo xviii), ceñida con un estrecho cíngulo carmesí anudado en el frente con un vistoso lazo. Los ropajes están cubiertos de numerosos y delgados pliegues acentuados por el contrapposto originado por la flexión de la pierna izquierda. Tanto la cruz como la vestimenta dotan a la obra de un gran naturalismo, remarcado esto a mayores por el empleo de ojos de cristal y dientes de marfil, poseyendo el rostro de la santa cierta reminiscencia con la imaginería de Pedro de Mena. La policromía a pulimento, muy del gusto barroco aunque con tintes propios del rococó, aporta viveza a la imagen y realismo en lo que respecta a las heridas sangrantes.: 49  A su vez, la influencia del maestro Gian Lorenzo Bernini queda patente en el movimiento de los drapeados, como si se viesen levemente sacudidos por una delicada ráfaga de viento (otro rasgo diferenciador de la talla de Santa Librada, cuyos paños son más movidos), mientras que la práctica ausencia de patetismo preludia el ya por aquel entonces floreciente neoclasicismo.: 50 